# Lista das obras de Hieronymus Bosch
A lista das obras de Hieronymus Bosch identifica a quarentena de pinturas e desenhos realizados por Hieronymus Bosch bem como a maioria das outras obras atribuídas a ele ou ao seu ateliê, bem como ainda algumas obras atribuídas a seguidores.

## Metodologia
Salvo disposição em contrário em nota, as informações listadas abaixo são baseadas no catálogo publicado em 2016 pelo Bosch Research and Conservation Project (BRCP - Projecto de Conservação e Investigação Bosch). A apresentação das obras e a respectiva numeração não segue uma ordem cronológica, mas uma classificação temática em quatro categorias: "santos" (1-8), "a vida de Cristo" (9-15), "o fim dos tempos" (16-18) e "discurso moralizador" (19-21). Os números seguintes (22-34) incluem obras atribuídas a membros da oficina ou seguidores Bosch. As obras não catalogadas pela BRCP estão precedidas pelo número 0.
A coluna «Ci.» indica o número da obra no catálogo estabelecido por Mia Cinotti em 1966 (de acordo com a tradução francesa publicada em 1967).
A coluna «At.» indica se o BRCP atribui a obra a Bosch (B), ao seu ateliê (A), ou a um seguidor (S). Pertencendo principalmente a esta última categoria, as obras não-catalogadas pelo BRCP são desprovidas de código de cores. Existem muitas cópias e pastiches das obras de Bosch, muitas vezes com diversas variantes, mas apenas os exemplos mais notáveis, e na maioria das vezes associados a Bosch, são objecto de uma entrada.
A coluna «TPQ» dá a Terminus Post Quem obtida pela análise  dendrocronológica. Na maioria dos casos, devem ser adicionados onze anos (sendo uma média de nove anéis de alburno removidos durante a fabricação do painel, mais dois anos para a secagem e modelagem) à datação do anel de crescimento mais jovem. Com a notável exceção do quadro dos Sete Pecados capitais (número 34), executado sobre um painel do álamo, as pinturas atribuídas a Bosch foram normalmente pintadas a óleo sobre painéis de carvalho do Báltico.
As Dimensões (cm) (altura x largura) são indicadas em centímetros. No caso dos polípticos, trata-se das medidas do painel central ou, na sua falta, das do painel maior.

## Pinturas

### Lista das pinturas de Bosch
| Nº      | Ci. | At.    | Pintura | Título | TPQ  | Anos          | Dimensões (cm) | Local de conservação                                     |
| ------- | --- | ------ | ------- | --- | ---- | ------------- | -------------- | -------------------------------------------------------- |
| 1       | 39  | B      |         | São Jerónimo em oração (Saint Jérôme en prière)                                                                        | 1474 | 1485-1495 ca. | 80 × 60,7      | Museu das Belas-Artes, Gante                             |
| 2       | 40  | B      |         | Tríptico dos Eremitas (Triptyque des ermites)                                                                          | 1485 | 1495-1505 ca. | 85,7 × 60,5    | Galeria da Academia, Veneza                              |
| 3       | 41  | B      |         | A Tentação de Santo Antão (La Tentation de saint Antoine), fragmento                                                   | 1482 | 1500-1510 ca. | 38,6 × 25,1    | Museu de Arte Nelson-Atkins, Kansas City                 |
| 4       | 43  | B      |         | As Tentações de Santo Antão (La Tentation de saint Antoine)                                                            | 1495 | 1498-1503 ca. | 145,1 × 132,8  | Museu Nacional de Arte Antiga, Lisboa                    |
| 5       | 34  | B      |         | São João Baptista no Deserto (Saint Jean-Baptiste dans le désert)                                                      | 1476 | 1490-1495     | 48,5 × 40,5    | Museu Lázaro Galdiano, Madrid                            |
| 6       | 33  | B      |         | São João Evangelista em Patmos / Cenas da Paixão (Saint Jean l'Évangéliste à Patmos / Scènes de la Passion)            | 1491 | 1490-1495     | 63 × 43,2      | Gemäldegalerie, Berlim                                   |
| 7       | 36  | B      |         | São Cristóvão levando Jesus (Saint Christophe portant l'Enfant Jésus)                                                  | 1490 | 1490-1500 ca. | 113,7 × 71,6   | Museu Boijmans Van Beuningen, Roterdão                   |
| 8       | 24  | B      |         | Tríptico de Santa Wilgeforte (Triptyque de sainte Wilgeforte)                                                          | 1491 | 1495-1505 ca. | 105,2 × 62,7   | Galeria da Academia em Veneza                            |
| 9       | 62  | B      |         | A Adoração dos Reis Magos (Adoration des mages)                                                                        | 1472 | 1490-1500     | 138 × 72       | Museu do Prado, Madrid                                   |
| 10      | 66  | B      |         | A Adoração dos Reis Magos (L'Adoration des mages)                                                                      | 1470 | 1470-1480 ca. | 71,4 × 61      | Metropolitan Museum of Art, Nova Iorque                  |
| 11      | 10  | B      |         | Ecce homo | 1470 | 1475-1485 ca. | 71 × 56,7      | Museu Städel, Frankfurt                                  |
| 12      | 19  | B et A |         | Jesus carregando a cruz (Le Portement de Croix)                                                                        | -    | 1490-1510 ca. | 59,7 × 32      | Museu de História da Arte, Viena                         |
| 13      | 44  | B      |         | Jesus carregando a cruz (Portement de croix)                                                                           | 1490 | 1495-1505 ca. | 142,8 × 104,3  | Mosteiro e Sítio do Escorial, San Lorenzo de El Escorial |
| 14      | 57  | B      |         | Coroação de espinhos (Le Couronnement d'épines)                                                                        | 1479 | 1490-1500 ca. | 73,8 × 59      | National Gallery, Londres                                |
| 15      | 9   | B      |         | Crucificação com um doador (Crucifixion avec un donateur)                                                              | 1477 | 1490-1500 ca. | 74,8 × 61      | Museus Reais de Belas-Artes da Bélgica, Bruxelas,        |
| 16      | 51  | B      |         | O Juízo Final (Le Jugement dernier)                                                                                    | 1480 | 1495-1505 ca. | 99,2 × 60,5    | Museu Groeninge, Bruges                                  |
| 17      | 50  | B et A |         | O Juízo Final (Le Jugement dernier)                                                                                    | 1476 | 1500-1505 ca. | 163 × 127      | Academia de Belas-Artes , Viena                          |
| 18      | 26  | B      |         | As Visões do Além (Visions de l'au-delà̃)                                                                               | 1484 | 1505-1515 ca. | 88,8 × 39,9    | Museo di Palazzo Grimani, Veneza                         |
| 19 (a)  | 61  | B      |         | Tríptico do vagabundoː O Vagabundo (Triptyque du vagabondː Le Vagabond)                                                | 1486 | 1500-1510 ca. | 71,3 × 70,7    | Museu Boijmans Van Beuningen, Roterdão                   |
| 19 (b1) | 16  | B      |         | Tríptico do vagabundoː A Nave dos Loucos (Triptyque du vagabond: La Nef des fous)                                      | 1486 | 1500-1510 ca. | 58,1 × 32,8    | Museu do Louvre, Paris                                   |
| 19 (b2) | 17  | B      |         | Tríptico do vagabundoː Alegoria da Gula e da Luxúria (Triptyque du vagabond: Allégorie de la Gourmandise et la Luxure) | 1486 | 1500-1510 ca. | 34,9 × 30,6    | Galeria de Arte da Universidade de Yale, New Haven       |
| 19 (c)  | 15  | B      |         | Tríptico do vagabundoː A Morte e o Avarento (Triptyque du vagabond: La Mort et l'avare)                                | 1486 | 1500-1510 ca. | 94,3 × 32,4    | Galeria Nacional de Arte, Washington                     |
| 20      | 21  | B      |         | A carroça de feno (Le Chariot de foin)                                                                                 | 1510 | 1510-1516     | 133 × 100      | Museu do Prado, Madrid                                   |
| 21      | 30  | B      |         | O Jardim das Delícias (Le Jardin des délices)                                                                          | 1466 | 1495-1505 ca. | 190 × 175      | Museu do Prado, Madrid                                   |

### Lista de pinturas atribuidas ao Ateliê ou a Seguidores
| Nº         | Ci.    | At.    | Pintura | Título | TPQ  | Anos              | Dimensões (cm) | Local de conservação                                     |
| ---------- | ------ | ------ | ------- | --- | ---- | ----------------- | -------------- | -------------------------------------------------------- |
| 22         | 25     | A      |         | Os Painéis do Dilúvio (Les Panneaux du Déluge)                                                                                | 1508 | 1510-1520 (cerca) | 70 × 39,2      | Museu Boijmans Van Beuningen, Roterdão                   |
| 23         | 42     | A      |         | Tríptico de Job (Triptyque de Job)                                                                                            | 1508 | 1510-1520 (cerca) | 98,3 × 72,1    | Museu Groeninge, Bruges                                  |
| 24         | 11     | A      |         | Tríptico Ecce Homo (Triptyque Ecce Homo)                                                                                      | 1489 | 1495-1503 (cerca) | 73,4 × 58,4    | Museu de Belas Artes de Boston, Boston                   |
| 25         | 8      | A      |         | A Adoração dos Reis Magos (L'Adoration des mages)                                                                             | 1493 | 1495-1520 (cerca) | 77,5 × 55,9    | Museu de Arte de Filadélfia, Filadélfia                  |
| 26 (a) (b) | 65 A-C | S      |         | A Adoração dos Reis Magos (L'Adoration des mages), fragmentos de painéis                                                      | -    | 1515-1535 (cerca) | 36,5 × 22,8    | Museu de Arte de Filadélfia, Filadélfia                  |
| 26 (c)     | 65 B   | S      |         | A Adoração dos Reis Magos (L'Adoration des mages), painel central                                                             | 1501 | 1515-1535 (cerca) | 70,8 × 55,6    | Paris, Colecção privada                                  |
| 27         | 58     | S      |         | A Coroação de Espinhos (Le Couronnement d'épines)                                                                             | 1527 | 1530-1540 (cerca) | 157,5 × 195,8  | Mosteiro e Sítio do Escorial, San Lorenzo de El Escorial |
| 28         | 58 cf. | S      |         | Tríptico da Paixão (Triptyque de la Passion)                                                                                  | 1517 | 1530-1550 (cerca) | 139,7 × 170,2  | Museu das Belas-Artes, Valência                          |
| 29         | 70     | S      |         | Carregamento da cruz (Portement de croix)                                                                                     | -    | 1530-1540 (cerca) | 76,8 × 83,1    | Museu das Belas-Artes, Gante                             |
| 30         | 48     | S      |         | O Juízo Final (Le Jugement dernier), fragmento                                                                                | 1442 | 1530-1540 (cerca) | 59,6 × 113     | Antiga Pinacoteca, Munique                               |
| 31         | 59     | S      |         | A Tentação de Santo Antão (Tentation de saint Antoine)                                                                        | 1462 | 1530-1540 (cerca) | 73 × 52,5      | Museu do Prado, Madrid                                   |
| 32         | 6      | S      |         | O Prestidigitador (L'Escamoteur)                                                                                              | 1496 | 1520-1525 (après) | 53,6 × 65,3    | Museu Municipal, Saint-Germain-en-Laye                   |
| 33         | 1      | A ou S |         | A Litotomia (La Lithotomie)                                                                                                   | 1488 | 1510-1520 (cerca) | 48,8 × 34,6    | Museu do Prado, Madrid                                   |
| 34         | 2      | A ou S |         | Os Sete Pecados capitais e as Quatro útimas Etapas humanas (Les Sept Péchés capitaux et les Quatre Dernières Étapes humaines) | -    | 1510-1520 (cerca) | 120 × 150      | Museu do Prado, Madrid                                   |

### Lista de pinturas de atribuição controversa
| Nº | Ci.    | At.      | Pintura | Título                                                                                   | TPQ  | Anos               | Dimensões (cm) | Local de conservação                                     |
| -- | ------ | -------- | ------- | ---------------------------------------------------------------------------------------- | ---- | ------------------ | -------------- | -------------------------------------------------------- |
| 0  | 5      | ?        |         | Duas Cabeças de Padres (Deux têtes de prêtres)                                           | -    | 1475-1480 (cerca)  | 14,5 × 12      | Museu Boijmans Van Beuningen, Roterdão                   |
| 0  | 52     | A        |         | O Juízo Final (Jugement dernier)                                                         | -    | 1500-1510 (cerca)  | 84,4 × 95,2    | Colecção privada                                         |
| 0  | 0      | B ?      |         | Virgem Amamentando (Vierge à l'Enfant)                                                   | 1494 | 1505-1510 (cerca)  | 100,5 × 71     | Colecção privada                                         |
| 0  | 18     | B ?      |         | Cabeça de idosa (Tête d'une vieille femme)                                               | -    | 1510 (cerca)       | 13 × 5         | Museu Boijmans Van Beuningen, Roterdão                   |
| 0  | 46     | S        |         | Tentação de Santo Antão (Tentation de saint Antoine)                                     | -    | 1510-1515 (cerca)  | 26 × 19,4      | Galeria Nacional do Canadá, Ottawa                       |
| 0  | 47 cf. | A        |         | Tentação de Santo Antão (Tentation de saint Antoine)                                     | 1486 | 1510-1515 (cerca)  | 70 × 115       | Museu do Prado, Madrid                                   |
| 0  | 60     | S        |         | Tentação de Santo Antão (Tentation de saint Antoine)                                     | -    | 1500-1525 (cerca)  | 40 × 26.5      | Gemäldegalerie, Berlim                                   |
| 0  | 67     | A ?      |         | Virgem e o Menino / São João (Vierge à l'Enfant / Saint Jean)                            | -    | 1513 (cerca)       | 247,5 × 84     | Catedral de S. João, Bois-le-Duc                         |
| 0  | 64     | S        |         | Tríptico da Epifania (Triptyque de l’Épiphanie)                                          | 1512 | 1514 (após)        | 91,4 × 72,4    | Upton House, Banbury                                     |
| 0  | 31     | A        |         | Paraíso terrestre (Paradis terrestre)                                                    | 1473 | 1510-1520 (années) | 27 × 40,6      | Art Institute of Chicago, Chicago                        |
| 0  | 35     | S ou A   |         | Tentação de Santo Antão (Tentation de saint Antoine)                                     | -    | 1520 (cerca)       | 41,9 × 26,7    | Chrysler Museum of Art, Norfolk                          |
| 0  | 63     | S        |         | Adoração dos Reis Magos (L'Adoration des mages)                                          | -    | 1515-1520 (após)   | 77,7 × 61,5    | Casa de Erasmo, Anderlecht                               |
| 0  | 4      | S        |         | Cristo e a mulher adúltera (Christ et la femme adultère)                                 | -    | 1520 (anos)        | 77,7 × 61,5    | Museu de Arte de Filadélfia, Filadélfia                  |
| 0  | 69     | S        |         | Cristo perante Pilatos (Christ devant Pilate)                                            | 1507 | 1520 (années)      | 75,9 × 55,9    | Museu de Arte da Universidade, Princeton                 |
| 0  | 22     | S ou A ? |         | Carroça de feno (Chariot de foin)                                                        | 1498 | 1515-1549 (cerca)  | 140 × 100      | Mosteiro e Sítio do Escorial, San Lorenzo de El Escorial |
| 0  | 49     | S        |         | Tentação de Santo Antão (Tentation de saint Antoine)                                     | 1461 | 1530-1540 (cerca)  | 60,1 × 52,1    | Coleção Van Lanschot, Bois-le-Duc                        |
| 0  | 12 cf. | S        |         | Jesus entre os doutores (Jésus parmi les docteurs)                                       | 1537 | 1540 (cerca)       | 77,5 × 60,4    | Colecção privada                                         |
| 0  | 23     | S        |         | O Combate entre o Carnaval e a Quaresma (Le Combat de Carnaval et de Carême)             | -    | 1540-1550 (cerca)  | 59 × 118,5     | Museu Noordbrabants, Bois-le-Duc                         |
| 0  | 20     | S        |         | Carregamento da cruz (Portement de croix), têmpera sobre tela                            | -    | 1550 (cerca)       | 46,5 × 36,5    | Colecção privada                                         |
| 0  | 55 cf. | S        |         | Coroação de espinhos (Couronnement d'épines)                                             | -    | 1540-1550 (anos)   | 82 × 60        | Museu de Belas Artes, Berna                              |
| 0  | 56     | S        |         | Cabeça de alabardeiro (Tête d'arbalétrier)                                               | 1549 | 1549 (após)        | 28,2 × 21,3    | Museu do Prado, Madrid                                   |
| 0  | 65 cf. | S        |         | Adoração dos Reis Magos - Tríptico Moonen (Adoration des mages - Triptyque Moonen)       | -    | 1550 (após)        | 76 × 59        | Museu Noordbrabants, Bois-le-Duc                         |
| 0  | 45     | S        |         | Tentação de Santo Antão (Tentation de saint Antoine)                                     | -    | 1550-1560 (cerca)  | 88,3 × 70      | Museu do Prado, Madrid                                   |
| 0  | 3      | S        |         | As Bodas de Caná (Les Noces de Cana)                                                     | 1553 | 1555-1560 (cerca)  | 93 × 72        | Museu Boijmans Van Beuningen, Roterdão                   |
| 0  | 54     | S        |         | A Natividade (La Nativité)                                                               | -    | 1560 (cerca)       | 105,5 × 84,2   | Museu Wallraf-Richartz, Colónia                          |
| 0  | 7 cf.  | S        |         | O Concerto no Ovo (Le Concert dans l'œuf)                                                | -    | 1550-1575 (cerca)  | 108,5 × 126,5  | Palácio das Belas-Artes, Lille                           |
| 0  | 29     | S        |         | São Tiago Maior e o mágico Hermógenes (Saint Jacques le Majeur et le magicien Hermogène) | 1515 | 1550-1575 (cerca)  | 62 × 41,5      | Museu das Belas-Artes, Valenciennes                      |
| 0  | 27     | S        |         | Ecce Homo                                                                                | 1555 | 1560-1570 (cerca)  | 50 × 52        | Museu de Arte de Filadélfia, Filadélfia                  |
| 0  | 27 cf. | S        |         | Ecce Homo                                                                                | -    | 1560-1570 (cerca)  | 52 × 54        | Museu de Arte, Indianápolis                              |
| 0  | 37     | S        |         | São Cristóvão (Saint Christophe)                                                         | -    | 1570 (cerca)       | 45 × 20        | Madrid, Colecção privada                                 |
| 0  | 38     | S        |         | São Cristóvão (Saint Christophe)                                                         | -    | 1570 (anos)        | 23 × 36        | Museu Oskar Reinhart «Am Römerholz», Winterthur          |
| 0  | 73     | S        |         | Expulsão dos Vendilhões do Templo (Marchands chassés du Temple)                          | -    | 1570 (após)        | 102 × 155,5    | Museu Nacional de Arte da Dinamarca, Copenhaga           |

## Desenhos
Como para os quadros, a numeração e as outras informações seguem o catálogo elaborado pela equipa do BRCP que não propõe a datação dos desenhos, ao contrário de Koreny.
As dimensões estão em centímetros. Todos os desenhos foram criados em folhas de papel.

### Desenhos de Bosch
| Nº     | At.    | Desenho | Título | Técnica                                                 | Dimensões (cm) | Local de conservação                               |
| ------ | ------ | ------- | --- | ------------------------------------------------------- | -------------- | -------------------------------------------------- |
| 35     | B      |         | Homem-árvore (Homme-arbre) | caneta, tinta castanha, tinta cinzenta                  | 27,7 × 21,1    | Galeria Albertina, Viena                           |
| 36     | B      |         | Ninho de Corujas (Nid de chouettes)                                                                                                   | caneta, tinta castanha                                  | 14 × 19,6      | Museu Boijmans Van Beuningen, Roterdão             |
| 37 (r) | B      |         | Campo de olhos, floresta de orelhas (Champ a des yeux, la forêt des oreilles)                                                         | caneta, tinta castanha, giz preto                       | 20,5 × 13      | Gabinete das Gravuras dos Museus Nacionais, Berlim |
| 37 (v) | B et A |         | Estudo de mendigo e esboço de ateliê (Étude de mendiant et croquis d'atelier)                                                         | caneta, tinta castanha, giz preto                       | 20,5 × 13      | Gabinete das Gravuras dos Museus Nacionais, Berlim |
| 38 (r) | B      |         | Dois monstros (Deux monstres) | caneta, tinta castanha                                  | 16,3 × 11,6    | Gabinete das Gravuras dos Museus Nacionais, Berlim |
| 38 (v) | B      |         | Dois monstros (Deux monstres) | caneta, tinta castanha                                  | 16,3 × 11,6    | Gabinete das Gravuras dos Museus Nacionais, Berlim |
| 39     | B      |         | Folha de modelos com "bruxas" (Feuille de modèles avec "sorcières")                                                                   | caneta, tinta castanha, giz preto                       | 20,4 × 26,4    | Museu do Louvre, Paris                             |
| 40 (r) | B      |         | Fiadeira e idosa (Fileuse et vieille femme)                                                                                           | caneta, tinta castanha, tinta bise                      | 12 × 8,5       | Museu Boijmans Van Beuningen, Roterdão             |
| 40 (v) | B      |         | Raposa e galo (Renard et coq) | caneta, tinta castanha, tinta bise                      | 12 × 8,5       | Museu Boijmans Van Beuningen, Roterdão             |
| 41     | B      |         | Pássaros e mamíferos declarando a guerra entre si (Oiseaux et les mammifères se déclarant la guerre)                                  | caneta, tinta castanha                                  | 19,5 × 28,4    | Gabinete das Gravuras dos Museus Nacionais, Berlim |
| 42     | B      |         | Combate entre pássaros e mamíferos (Combat des oiseaux contre les mammifères)                                                         | caneta, tinta castanha                                  | 20,3 × 29      | Gabinete das Gravuras dos Museus Nacionais, Berlim |
| 43 (v) | B et A |         | Cantores num ovo e dois modelos de monstros (Chanteurs dans un œuf et deux croquis de monstres)                                       | caneta, tinta castanha                                  | 25,8 × 17,9    | Gabinete das Gravuras dos Museus Nacionais, Berlim |
| 44     | B      |         | Paisagem infernal (Paysage infernal)                                                                                                  | caneta, tinta castanha, encre rouge                     | 25,9 × 19,7    | Colecção privada                                   |
| 45     | B      |         | Navio infernal (Navire infernal) | pinceau, tinta bise                                     | 25,9 × 19,7    | Academia das Belas-Artes, Viena                    |
| 46 (r) | B      |         | Homem numa cesta, idosa com um alicate e crianças (Homme dans une hotte, vieille femme avec tenaille et enfants)                      | caneta, tinta bise                                      | 19,2 × 27      | Galeria Albertina, Viena                           |
| 46 (v) | B      |         | Modelo de homem numa cesta e duma cabeça montada sobre pernas (Croquis d'un homme dans une hotte et d'une tête montée sur des jambes) | caneta, tinta bise                                      | 19,2 × 27      | Galeria Albertina, Viena                           |
| 47 (r) | B      |         | Prestidigitador (Escamoteur) | caneta, tinta castanha                                  | 27,9 × 20,7    | Museu do Louvre, Paris                             |
| 48 (v) | B      |         | Prestidigitador (Escamoteur) | caneta, tinta castanha                                  | 28,3 × 20,8    | Gabinete das Gravuras e Desenhos, Liege            |
| 49     | B      |         | Dez espectadores (Dix spectateurs) | caneta, tinta castanha                                  | 12,4 × 12,6    | New York, Pierpont Morgan Library                  |
| 50 (r) | B      |         | Dois homens (Deux hommes) | caneta, tinta bise                                      | 13,7 × 10,3    | Colecção privada                                   |
| 50 (v) | B      |         | Tentação de Eva (Tentation d'Ève) | caneta, tinta bise                                      | 13,7 × 10,3    | Colecção privada                                   |
| 51 (r) | B      |         | Dois monstros (Deux monstres) | caneta, tinta castanha                                  | 8,5 × 18,2     | Gabinete das Gravuras dos Museus Nacionais, Berlim |
| 51 (v) | B      |         | Cabeça montada sobre pernas e um monstro (Tête montée sur des jambes et un monstre)                                                   | caneta, tinta castanha                                  | 8,5 × 18,2     | Gabinete das Gravuras dos Museus Nacionais, Berlim |
| 52 (r) | B      |         | Estudos de Santo Antão (Études de saint Antoine)                                                                                      | caneta, tinta castanha                                  | 20,6 × 26,3    | Museu do Louvre, Paris                             |
| 52 (v) | B      |         | Folha de esboços com monstros (Feuille de croquis avec monstres)                                                                      | caneta, tinta castanha                                  | 20,6 × 26,3    | Museu do Louvre, Paris                             |
| 53 (r) | B      |         | Cena infernal com bigorna e monstros (Scène infernale avec enclume et monstres)                                                       | caneta, tinta castanha                                  | 15,6 × 17,6    | Gabinete das Gravuras dos Museus Nacionais, Berlim |
| 53 (v) | B      |         | Folha de esboços com monstros (Feuille de croquis avec monstres)                                                                      | caneta, tinta castanha                                  | 15,6 × 17,6    | Gabinete das Gravuras dos Museus Nacionais, Berlim |
| 54     | B      |         | Sepultamento (Mise au tombeau) | plume, pinceau, tinta cinzenta, encre noire, giz preto  | 25,2 × 30,4    | British Museum, Londres                            |
| 55     | B ?    |         | Dois orientais (Deux orientaux) | plume, pinceau, tinta bise, giz preto, rehauts de blanc | 13,8 × 10,8    | Gabinete das Gravuras dos Museus Nacionais, Berlim |

### Desenhos de Ateliê e Seguidores
| Nº     | At. | Desenho | Título | Técnica                                          | Dimensões (cm) | Local de conservação                               |
| ------ | --- | ------- | --- | ------------------------------------------------ | -------------- | -------------------------------------------------- |
| 43 (r) | A   |         | Tentação de Santo Antão (Tentation de saint Antoine)                                                                                   | caneta e tinta castanha                          | 25,8 × 17,9    | Gabinete das Gravuras dos Museus Nacionais, Berlim |
| 47 (v) | S   |         | Concerto burlesco e estudos de capacetes, três cabeças e um arado (Concert burlesque et études de casques, trois têtes et une charrue) | caneta e tinta castanha                          | 27,9 × 20,7    | Museu do Louvre, Paris                             |
| 48 (r) | S   |         | Carregamento da cruz e mendigos (Portement de croix et mendiants)                                                                      | caneta e tinta castanha                          | 28,3 × 20,8    | Gabinete das gravuras e desenhos, Liège            |
| 56     | A   |         | Nave dos loucos (Nef des fous) | caneta, pincel, tinta vento, destaques em branco | 25,6 × 16,8    | Museu do Louvre, Paris                             |
| 57 (r) | A   |         | A Morte e o avarento (Mort et l'avare)                                                                                                 | caneta, pincel, tinta vento, destaques em branco | 25,8 × 15,1    | Museu do Louvre, Paris                             |
| 57 (v) | A   |         | Estudos de um capacete e um escudo (Études d'un casque et d'un bouclier)                                                               | caneta, pincel, tinta vento, destaques em branco | 25,8 × 15,1    | Museu do Louvre, Paris                             |
| 58 (r) | A   |         | Cena infernal com homem-árvore (Scène infernale avec homme-arbre)                                                                      | caneta e tinta castanha                          | 19,9 × 27,7    | Gabinete das Gravuras, Dresden                     |
| 58 (v) | A   |         | Oriental em pé (Oriental en pied) | caneta e tinta castanha                          | 19,9 × 27,7    | Gabinete das Gravuras, Dresden                     |
| 0      | S   |         | Mendigos (Mendiants) | caneta e tinta castanha                          | 26,5 × 19,9    | Biblioteca Real da Bélgica, Bruxelas               |
| 0      | S   |         | Mendigos (Mendiants) | caneta, tinta ocre                               | 28,5 × 20,8    | Galeria Albertina, Viena                           |
| 0      | S   |         | Folha de estudo com monstros (Feuille d'étude avec des monstres)                                                                       | caneta, tinta ocre                               | 32,1 × 21,1    | Ashmolean Museum, Oxford                           |
| 0      | S   |         | Folha de estudo com monstros (Feuille d'étude avec des monstres)                                                                       | caneta e tinta castanha                          | 31,1 × 21,2    | Escola de Design de Rhode Island, Providence       |
| 0      | S   |         | Raspar o tolo (Raser le fou) | caneta e tinta castanha                          | 17,4 × 20,7    | British Museum, Londres                            |
| 0      | S   |         | Bodas de Caná (Noces de Cana) | caneta e tinta castanha                          | 28,1 × 20,9    | Museu do Louvre, Paris                             |